# Хибберд, Тед
То́мас (Тед) Э́двард Хи́бберд (англ. Thomas Edward Hibberd; 22 апреля 1926, Оттава — 10 мая 2017, там же) — канадский хоккеист, чемпион зимних Олимпийских игр 1948 года в Санкт-Морице.

## Биография
Тед Хибберд родился 22 апреля 1926 года в городе Оттава провинции Онтарио, Канада. Был у своих родителей младшим из шести детей, провёл детство в районе Нью-Эдинбург, где и научился играть в хоккей.
Серьёзно заниматься хоккеем начал с 1942 года, играл в различных местных клубах в небольших любительских лигах, продолжал выступать во время службы в Канадских вооружённых силах.
Наибольшего успеха в своей спортивной карьере добился в сезоне 1948 года, когда вошёл в состав команды Ottawa RCAF Flyers, собранной из военнослужащих Королевских военно-воздушных сил Канады, и отправился с ней в Швейцарию защищать честь страны на зимних Олимпийских играх в Санкт-Морице. В итоге канадцы одержали здесь победу над всеми соперниками кроме сборной Чехословакии, с которой сыграли вничью со счётом 0:0. Несмотря на равное с чехословаками количество набранных очков, канадские хоккеисты всё же обошли их по разнице заброшенных и пропущенных шайб (+64 против +62), завоевав тем самым золотые олимпийские медали. Хибберд при этом выходил на лёд во всех восьми играх своей команды и сумел забросить три шайбы (все три заброшенные им шайбы приходятся на матч со сборной Италии, выигранный канадцами с разгромным счётом 21:1).
После Олимпиады Тед Хибберд отыграл за «Флайерз» ещё три сезона, тогда как в 1951 году принял решение завершить спортивную карьеру.
Впоследствии более сорока лет проработал в страховой компании MetLife. Выйдя в 1984 году на пенсию, проживал вместе со своей семьёй преимущественно в штате Флорида, хотя при этом часто приезжал на родину в Оттаву. Имел пятерых детей.
В 2008 году за свое успешное выступление на Олимпийских играх был введён в Канадский олимпийский зал славы.
Умер 10 мая 2017 года в Оттаве в возрасте 91 года.